# Aeschynomene venulosa
Aeschynomene venulosa är en ärtväxtart som beskrevs av Bernard Verdcourt. Aeschynomene venulosa ingår i släktet Aeschynomene och familjen ärtväxter. IUCN kategoriserar arten globalt som nära hotad. Inga underarter finns listade i Catalogue of Life.